# Bahnhof Spellen (Niederrhein)
Der Bahnhof Spellen (Niederrhein) ist eine Betriebsstelle an der Walsumbahn Oberhausen – Spellen im Ortsteil Spellen der Stadt Voerde (Niederrhein) im Kreis Wesel. Spellen ist seit 1945 der nördliche Endpunkt der Walsumbahn, die zuvor bis Wesel in Betrieb war. Seit 1960 ist Spellen Ausgangspunkt der Kreisbahn Dinslaken, einem Industriestammgleis am südlichen Ufer des Wesel-Datteln-Kanals. 1963 stellte die Deutsche Bundesbahn den Personenverkehr zwischen Walsum und Spellen ein. 1985 wurde der Bahnhof aufgelassen und unter gleichem Namen einen Kilometer weiter nördlich als Anschlussstelle in Betrieb genommen. Seit Dezember 2017 ist Spellen betrieblich wieder ein Bahnhof.

## Geschichte
Der Bahnhof ging am 15. Oktober 1912 zusammen mit der Strecke in Betrieb. Beim Bau der Strecke kam es am 30. November 1911 in Spellen zu einem Betriebsunfall, als sich mehrere offene Güterwagen mit Baumaterial ineinander schoben. Bei dem Vorfall wurde niemand verletzt. Neben dem Bahnhof gab es als zweite Dienststelle eine Bahnmeisterei. Der Bahnhof war anfangs mit zwei mechanischen Stellwerken Bauart AEG ausgerüstet. Das Wärterstellwerk St befand sich am Südkopf, das Befehlsstellwerk Sp war in einem Anbau im Empfangsgebäude am Nordkopf eingerichtet. Der Empfangsbau war spiegelverkehrt zu dem Gebäude in Möllen aufgebaut. Die Fahrkartenausgabe befand sich rechterhand, über einen Personentunnel gelangte man zum Mittelbahnsteig. Im Unterschied zu Möllen verfügte der Bahnhof Spellen über einen Wartesaal 1. Klasse, vermutlich diente dieser hochrangigen Militärs, die den nahegelegenen Truppenübungsplatz Friedrichsfeld aufsuchten oder auch derer von Plettenberg, die auf Haus Mehrum weilten. 1916 ließ die Eisenbahndirektion Essen ein Beamtenwohnhaus für den Bahnmeister von Spellen unweit des Empfangsgebäudes errichten. Der Wartesaal 1. Klasse wurde kurze Zeit darauf geschlossen und der Torbogen zugemauert.
Am 23. Januar 1923 besetzten zwei Kompanien der belgischen Streitkräfte den Bahnhof Spellen als Folge der Ruhrbesetzung. Da die Lippe als Zollgrenze zwischen dem besetzten Ruhrgebiet und der übrigen Rheinprovinz fungierte, fanden in Spellen Zollkontrollen statt. Die Besatzung dauerte mit Unterbrechung bis zum 10. März 1925 an. Am 15. Januar 1926 löste die RBD Essen die Bahnmeisterei Spellen auf und übertrug ihre Aufgaben auf die Bahnmeisterei Hamborn. Vor 1944 ging das Wärterstellwerk St außer Betrieb, es diente anschließend einem kriegsversehrten Eisenbahner als Wohnhaus. Die Weichen im Stellbereich wurden entfernt und die Aus- und Einfahrsignale an das Stellwerk Sp angebunden. Mit der Sprengung der Brücke über den Wesel-Datteln-Kanal im März 1945 wurde die Strecke nördlich von Spellen unterbrochen und die Betriebsstelle zum Endbahnhof für Züge aus Richtung Süden.

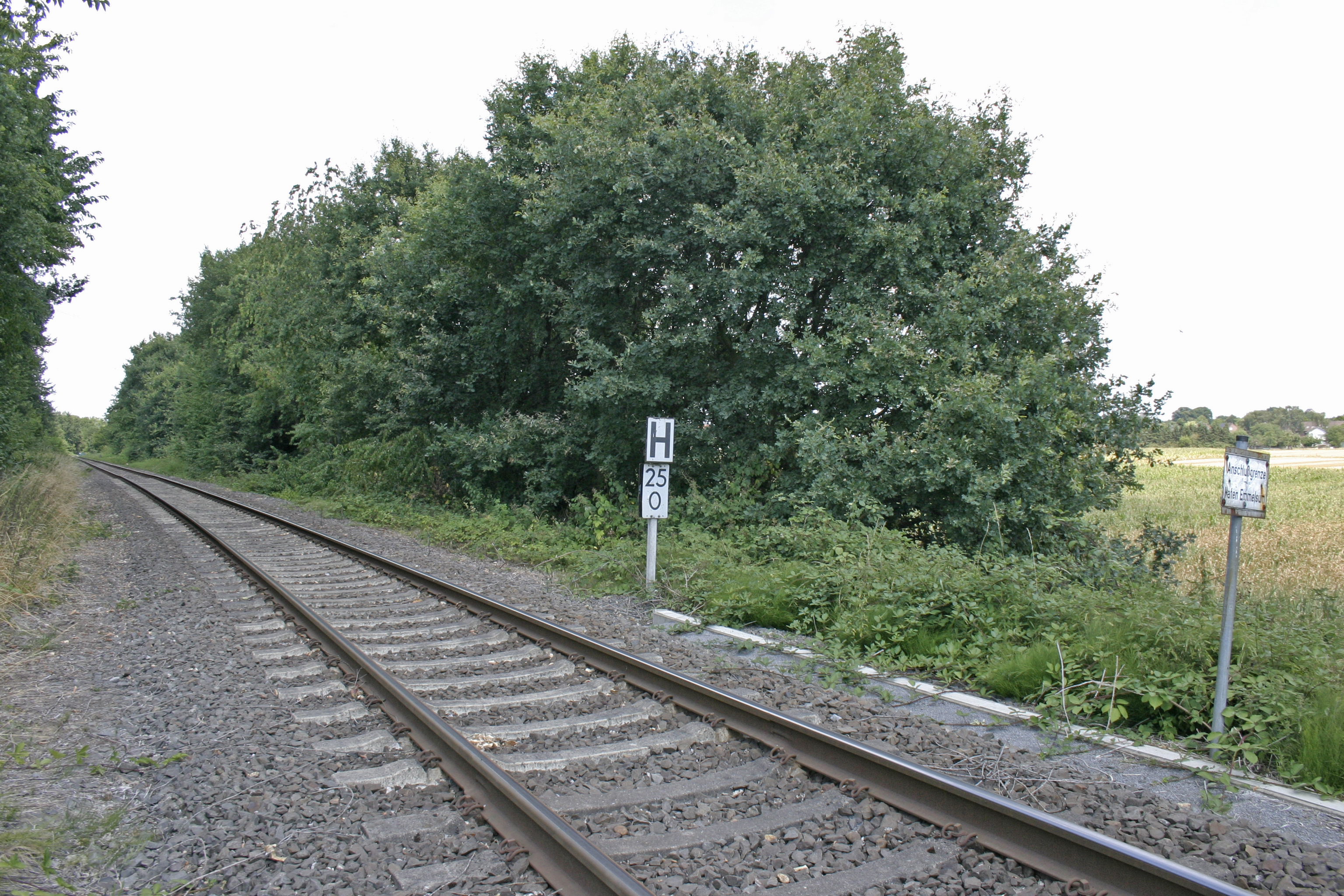
Anschlussgrenze zur Kreisbahn, 2018

Mit der Umwandlung des Streckenabschnittes Walsum – Spellen in eine Nebenbahn und der gleichzeitigen Einführung des Zugleitbetriebs auf dem Abschnitt am 14. Mai 1950 wurde das Befehlsstellwerk Sp stillgelegt und Spellen in einen unbesetzten Bahnhof umgewandelt. Die Hauptsignale wurden entfernt und die verbliebenen Weichen auf Ortsbetrieb umgestellt. Die Dienststelle Bahnhof Spellen schloss die Bundesbahndirektion (BD) Essen am 31. Mai 1950, am 29. August 1950 wurde der in den 1930er Jahren eingerichtete Basa-Anschluss außer Betrieb genommen. Die Aufgaben der aufgelösten Dienststelle übernahm der Bahnhof Walsum, die Aufgaben der Fahrkartenausgabe übertrug die Deutsche Bundesbahn einer Agentur. Am 13. Dezember 1957 stellte die Bundesbahn den Versand von Stückgut in Spellen ein.

Gleissperre und Lichtsperrsignal in Fahrtrichtung Walsum in Höhe der Anschlussgrenze, 2018

Der Bau der Kreisbahn Dinslaken am Südufer des Wesel-Datteln-Kanals brachte den Wiederaufbau des Streckengleises von Kilometer 24,0 bis Kilometer 25,0 mit sich. Von dort zweigte das Anschlussgleis zur Kreisbahn ab. Der Neuabschnitt ging am 29. Mai 1959 in Betrieb, die Kreisbahn ein Jahr darauf am 30. Mai 1960. Um 1960 wurde das Stellwerk St neu errichtet, es ging jedoch nie in Betrieb und wurde später abgerissen. Am 25. Mai 1963 stellte die Bundesbahn den Personenverkehr zwischen Spellen und Walsum ein. Die Nebengleise des Bahnhofs dienten in den Folgejahren unter anderem als Abstellgleise für Kesselwagen der BP-Raffinerie Hünxe. 1974 nutzte ein Bochumer Unternehmer die Kopfseitenrampe zur Verladung von 20 Wagen mit feuerfesten Steinen. Vereinzelt fanden noch Düngemitteltransporte nach Spellen statt. Die BD Essen gab daher den Ortsgüterverkehr nach Spellen auf. Am 1. März 1985 wurde der Bahnhof in eine Anschlussstelle (Anst) umgewandelt. Die nicht mehr benötigten Gleise und Weichen wurden entfernt. Die Betriebsstelle befindet sich seitdem im Kilometer 25,000 und markiert die Infrastrukturgrenze zwischen der Deutschen Bundesbahn und ihren Nachfolgern und der Kreisbahn Dinslaken. Mit der Aufschaltung des ESTW für den Streckenabschnitt Duisburg-Hamborn – Spellen erhielt die Betriebsstelle je ein Einfahr- und Ausfahrsignal sowie zwei Sperrsignale und eine Gleissperre. Sie wird daher betrieblich wieder als Bahnhof geführt.
Das ehemalige Empfangsgebäude und das Bahnmeisterwohnhaus sind erhalten geblieben und werden privat genutzt.

## Personenverkehr
Der Sommerfahrplan von Mai 1914 wies zwischen Oberhausen Hauptbahnhof und Wesel täglich acht Zugpaare auf. Infolge der steigenden Inflation ging das Angebot 1920 bis auf drei Zugpaare zurück. Am 3. Oktober 1937 wurde die Strecke in den Ruhrschnellverkehr einbezogen und das Angebot auf 34 Züge ausgeweitet. Im Sommer 1939 fuhren 17 Zugpaare auf der Strecke, bis 1943 ging die Anzahl auf 13 Zugpaare zurück. Im Winterfahrplan 1944/45 fuhren drei Züge über Wesel hinaus weiter bis Bocholt, in der Gegenrichtung kamen sieben Züge aus Bocholt über die Walsumbahn nach Oberhausen. Nach dem Zweiten Weltkrieg endeten die Personenzüge in Spellen, da die Brücke über den Wesel-Datteln-Kanal gesprengt worden war. Ab 1951 fuhren die Züge über Oberhausen Hbf hinaus bis Duisburg-Ruhrort. Der letzte Personenzug verkehrte am 25. Mai 1963.